# (11) Parthenope
(11) Parthenope ist ein Asteroid des inneren Hauptgürtels, der am 11. Mai 1850 vom italienischen Astronomen Annibale de Gasparis am Osservatorio Astronomico di Capodimonte in Neapel entdeckt wurde.
Der Asteroid wurde benannt nach Parthenope, einer Sirene, manchmal beschrieben als mit dem Körper eines Fisches, und die tot an Land gespült zur Gründung der Stadt Parthenope, dem heutigen Neapel, führte. Das früher für den Asteroiden verwendete Symbol  war „a fish crowned with a star (ein Fisch gekrönt von einem Stern).“ Alternativ wurde auch eine Harfe  als Zeichen verwendet. Der Entdecker „states that he had used his utmost endeavours to realise a ‘Parthenope’ in the heavens, such being the name which had been suggested by Sir John Herschel on the occasion of the discovery of Hygeia in 1849. (gibt an, dass er alle Anstrengungen unternommen habe, um eine ‚Parthenope‘ am Himmel zu verwirklichen, einen Namen, den Sir John Herschel anlässlich der Entdeckung von (10) Hygiea im Jahr 1849 vorgeschlagen hatte.)“

## Wissenschaftliche Auswertung
Mit Daten radiometrischer Beobachtungen im Infraroten am Mauna-Kea-Observatorium auf Hawaiʻi vom April und Juni 1974 und am Cerro Tololo Inter-American Observatory in Chile von 1974 wurden für (11) Parthenope erstmals Werte für den Durchmesser und die Albedo von 148 bis 164 km bzw. 0,11 bis 0,13 bestimmt. Aus Ergebnissen der IRAS Minor Planet Survey (IMPS) wurden 1992 Angaben zu Durchmesser und Albedo für zahlreiche Asteroiden abgeleitet, darunter auch (11) Parthenope, für die damals Werte von 153,3 km bzw. 0,18 erhalten wurden. Eine Auswertung von Beobachtungen durch das Projekt NEOWISE im nahen Infrarot führte 2011 zu vorläufigen Werten für den Durchmesser und die Albedo im sichtbaren Bereich von 159,1 km bzw. 0,16. Ein Vergleich von Daten, die von 1978 bis 2011 an der Sternwarte Ondřejov in Tschechien und am Table Mountain Observatory in Kalifornien gesammelt wurden, mit den Daten von NEOWISE führte 2012 zu Werten für den Durchmesser und die Albedo von 160,1 km bzw. 0,16. Nachdem die Werte nach neuen Messungen mit NEOWISE 2012 auf 154,1 km bzw. 0,18 korrigiert worden waren, wurden sie 2014 auf 142,9 km bzw. 0,19 geändert. Mit einer Auswertung von drei Sternbedeckungen durch den Asteroiden konnte in einer Untersuchung von 2020 ein mittlerer Durchmesser von 150,7 ± 0,9 km bestimmt werden.
Photometrische Beobachtungen von (11) Parthenope fanden erstmals statt am 3. Januar 1956 am McDonald-Observatorium in Texas. Die über einen Zeitraum von sechs Stunden aufgezeichnete Lichtkurve zeigte keine vollständige Periodizität, so dass dafür nur ein Wert von etwa 10,67 h vermutet werden konnte. Auch weitere Beobachtungen am 1. und 2. Januar 1960 am selben Ort konnten wegen der unvollständigen Lichtkurven keinen weiteren Aufschluss liefern, dies galt auch für Messungen am 9. März und 3. April 1980 am Osservatorio Astronomico di Torino in Italien, obwohl hier die früher bestimmte Periode in Zweifel gezogen und eher ein Wert von 16 Stunden vermutet wurde. Am Table Mountain Observatory konnte bei Messungen vom 9. Juni bis 26. Juli 1981 aus der in drei Nächten aufgezeichneten Lichtkurve wieder keine Rotationsperiode abgeleitet werden.
Viele Jahre lang führte jeder Versuch, die Rotationsperiode zu bestimmen, zu einem anderen Ergebnis. Alle zeigten komplexe Lichtkurven mit geringen Amplituden, bei denen durch Alias-Effekte Periodenbestimmungen problematisch sind: Am 16. und 17. Dezember 1982 am Osservatorio Astrofisico di Catania und am Osservatorio Astronomico di Collurania-Teramo in Italien, wo ein Wert von 7,83 h abgeleitet wurde, während die vom 11. bis 24. Oktober 1993 am Holtsville Observatory im Staat New York aufgezeichneten Lichtkurven auf eine noch kürzere Rotationsperiode von etwa 5 Stunden hinzudeuten schienen; am 10. Februar 1995 am Ole Rømer Observatory (ORO) in Dänemark mit einem Wert von 11,75 h sowie bei Messungen vom 2. Februar bis 4. April 1995 am Observatorium Kvistaberg in Schweden, die zu einer Periode von 9,43 h ausgewertet wurden.
Zur Aufklärung dieser Verwirrung über die Rotation des Asteroiden erfolgte vom 27. September 1997 bis 19. Januar 1998 eine umfangreiche Beobachtungskampagne an drei Observatorien, hauptsächlich am Ole Rømer Observatory, aber auch am Observatorium Brorfelde, beide in Dänemark, sowie am La-Silla-Observatorium in Chile. Dabei konnte erstmals eine detaillierte und vollständige Lichtkurve erfasst werden, aus der eine Rotationsperiode von 13,7202 h bestimmt wurde. Etwa im gleichen Zeitraum, nämlich vom 22. bis 28. Oktober 1997 und dann noch einmal vom 10. Dezember 2001 bis 2. Januar 2002 wurden an vier Observatorien in Großbritannien und Australien photometrische Messungen durchgeführt, aus denen in einer kombinierten Auswertung mit den anderen Daten aus 1997/98 eine Rotationsperiode von 13,723 h errechnet wurde.
Auch eine Vielzahl an Beobachtungen vom 31. Mai bis 22. September 2008 am Santana Observatory und an der Goat Mountain Astronomical Research Station (GMARS), beide in Kalifornien, sowie dem Palmer Divide Observatory in Colorado lieferten eine sehr dichte Lichtkurve, mit der die früheren Ansichten über die Rotationsperiode widerlegt und mit einem abgeleiteten Wert von 13,7293 h der zehn Jahre zuvor bestimmte Wert erneut bestätigt werden konnte. Aus den archivierten Daten von 1956 bis 2008 wurden auch erstmals mehrere dreidimensionale Gestaltmodelle des Asteroiden berechnet und dazu zwei alternative Lösungen für die Position der Rotationsachse nahezu in der Ebene der Ekliptik liegend gefunden, allerdings ohne Aussage zum Drehsinn. Weitere Beobachtungen gelangen bei zwei Gelegenheiten am Organ Mesa Observatory in New Mexico vom 28. November 2009 bis 17. Januar 2010 sowie vom 16. Februar bis 10. Mai 2011, die in beiden Fällen zu einer Periode von 13,722 h ausgewertet wurden.
Aus den archivierten photometrischen Daten des United States Naval Observatory und der Catalina Sky Survey in Arizona wurde dann in einer Untersuchung von 2013 erneut ein Gestaltmodell des Asteroiden für zwei alternative Positionen der Rotationsachse mit prograder Rotation und eine Rotationsperiode von 13,72205 h bestimmt. Mit dem neuen Algorithmus All-Data Asteroid Modeling (ADAM) wurde 2017 wieder ein Gestaltmodell erstellt, das alle verfügbaren photometrischen Daten in Verbindung mit einer hochaufgelösten Infrarot-Aufnahme des Teleskops II am Keck-Observatorium auf Hawaiʻi vom 6. Juni 2008 sowie Beobachtungen einer Sternbedeckung durch den Asteroiden vom 26. Januar 2011 gut reproduziert. Für die Rotationsachse wurden zwei alternative und verbesserte Positionen mit prograder Rotation bestimmt und die Periode zu 13,72205 h berechnet. Für die Größe wurde ein volumenäquivalenter Durchmesser von 156 ± 5 km abgeleitet.

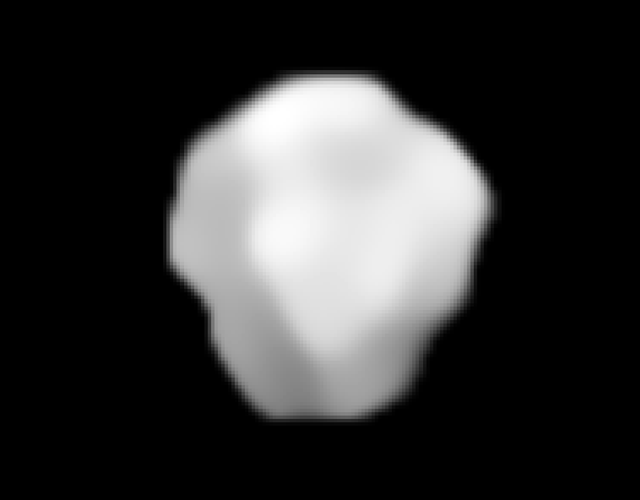
Aufnahme von (11) Parthenope durch das Very Large Telescope (VLT) am 4. Mai 2019

Abschätzungen von Masse und Dichte für den Asteroiden (11) Parthenope aufgrund von gravitativen Beeinflussungen auf Testkörper hatten in einer Untersuchung von 2012 eine Masse von etwa 5,91·1018 kg ergeben, was mit einem angenommenen Durchmesser von etwa 151 km zu einer Dichte von 3,27 g/cm³ führte bei einer Porosität von 1 %. Diese Werte besitzen eine Unsicherheit im Bereich von ±12 %. Eine weitere Untersuchung von 2017 bestimmte die Masse des Asteroiden zu etwa 5,81·1018 kg mit einer Unsicherheit von ±11 %. Ein umfangreiches Programm der Europäischen Südsternwarte (ESO) zielte darauf ab, die 3D-Form und damit die Dichte von großen Hauptgürtel-Asteroiden zu ermitteln, um ihre Entstehung und Entwicklung besser zu belegen. Es wurden dazu mit dem adaptiven Optikinstrument SPHERE des Very Large Telescope (VLT) am Paranal-Observatorium in Chile hochauflösende Bilder von 42 großen (D > 100 km) Hauptgürtel-Asteroiden aufgenommen, darunter auch (11) Parthenope. Neben hochaufgelösten Bildern des Asteroiden konnten in der finalen Auswertung 2022 unter anderem folgende Daten erfasst werden:
- Mittlerer Durchmesser 149 ± 2 km
- Abmessungen in drei Achsen (156 × 152 × 138) km
- Masse 5,5·1018 kg
- Dichte 3,20 g/cm³
- Albedo 0,19
- Rotationsperiode 13,72204 h
- Position der Rotationsachse mit prograder Rotation

Neue Auswertungen von Gaia DR3-Daten der Begegnungen von (11) Parthenope mit zwei kleinen Asteroiden ergaben in einer Untersuchung von 2023 Werte für ihre Masse und Dichte von 6,45·1018 kg bzw. 3,72 g/cm³.